# Хабиб, Гок
Гок Меканг Мухамеду Хабиб (фр. Gock   Mekang Muhamedou Habib; 23 апреля 1982 года, Бафиа, Камерун) — камерунский футболист, защитник.

## Карьера
Начинал свою карьеру Гок Хабиб в различных командах, представлявшие крупнейший город Камеруна Дуалу. В 2005 году защитник перебрался в Молдавию. Там он в течение нескольких лет играл в «Нистру» и «Дачии».
В 2010 году камерунец подписал контракт с клубом казахстанской Премьер-Лиги «Акжайык». После вылета команды из элиты Хабиб продолжил выступать за неё. В 2013 году футболист пробовал свои силы в таджикском «Хайр Вахдат». Последними клубами в карьере камерунца были украинские любительские коллективы.

## Достижения
- Бронзовый призёр чемпионата Молдавии (2): 2006/07, 2007/08
- Финалист Кубка Молдавии (4): 2005/06, 2006/07, 2007/08, 2009/10